# Fanny Rebreanu
Ștefana „Fanny” Rebreanu (născută Rădulescu; n. 27 decembrie 1888, Pitești, România – d. 15 martie 1976, București, România) a fost o actriță română, soția scriitorului Liviu Rebreanu.
S-au căsătorit în mai 1912, în Craiova, iar Rebreanu i-a înfiat fiica, pe Puia-Florica, născută cu trei ani mai înainte.

## Lucrări publicate
- Volumul memorialistic Cu soțul meu.[5]

## Legături externe
- Bianca Sara, Liviu Rebreanu, între dragostea pentru Fanny  și recunoașterea „ilegală” a fetiței sale din flori Publicat în adevarul.ro pe 24 octombrie 2013